# Emmanuel de Martonne
Emmanuel de Martonne (ur. 1 kwietnia 1873 w Chabris, zm. w lipcu 1955 w Sceaux) – francuski geograf.

## Życiorys
W 1906 został profesorem uniwersytetu w Lyonie, a w 1909 Sorbony w Paryżu, w 1942 został członkiem Akademii Francuskiej, a w 1938 przewodniczącym Międzynarodowej Unii Geograficznej (od 1949 był jej prezesem honorowym). Podróżował po wschodniej Europie, północnej Afryce i Ameryce Północnej, napisał wiele prac geograficznych (w tym pracę o Polsce). W 1909 opublikował podręcznik Zarys geografii fizycznej (wyd. pol. 1927).